# Raciborskie Towarzystwo Pilkarskie Unia Racibórz
RTP Unia Racibórz fu una squadra di calcio femminile polacca con sede a Racibórz. Pluricampionessa in Ekstraliga, il massimo campionato polacco di categoria, conquistò 5 titoli di Campione di Polonia e 3 Coppe prima di sciogliersi, per problemi finanziari, a fine stagione 2013-2014.

## Storia
Nel 2001 la squadra locale maschile decide di aprire una sezione femminile, iscrivendola nella stagione successiva, 2002-2003, al campionato di terzo livello.
Nel gennaio 2008, in seguito a discrepanze sul budget, visto che la squadra maschile riteneva di non dover rinunciare a troppi fondi per finanziare la sezione femminile, la due squadre si separarono ed oggi l'Unia Racibórz è una società completamente indipendente.
La squadra ha vinto, dalla stagione 2008/09, cinque volte consecutive il campionato polacco, mettendo fine a otto anni di dominio dell'AZS Wrocław, squadra di Breslavia. La vittoria del titolo nazionale ha permesso al club di partecipare alla UEFA Women's Champions League.
Nella stagione 2013/14 sopraggiungono problemi finanziari, dovuti alla decisione del principale sponsor di non finanziare più la squadra. Terminato il girone di andata del campionato (concluso al secondo posto), durante la pausa invernale, la dirigenza del club viene costretta, vista anche la partenza in massa delle principali giocatrici, a ritirare la squadra da ogni competizione.

## Palmarès
- Campionato polacco: 5

2008-2009, 2009-2010, 2010-2011, 2011-2012, 2012-2013
- Coppa di Polonia femminile: 3

2009-2010, 2010-2011, 2011-2012

## Risultati nelle competizioni UEFA
| Stagione | Competizione     | Fase                     | Avversario        | Risultato | Risultato | Risultato |
| Stagione | Competizione     | Fase                     | Avversario        | andata    | ritorno   | aggregato |
| -------- | ---------------- | ------------------------ | ----------------- | --------- | --------- | --------- |
| 2009-10  | Champions League | sedicesimi di finale     | Neulengbach       | 1-3       | 1-0       | 2-3       |
| 2010-11  | Champions League | sedicesimi di finale     | Brøndby           | 1-2       | 1-0       | 2-2 (gfc) |
| 2011-12  | Champions League | gironi di qualificazione | Slovan Bratislava | 0-1       | 0-1       | 0-1       |
| 2011-12  | Champions League |                          | Ada Velipojë      | 8-0       | 8-0       | 8-0       |
| 2011-12  | Champions League |                          | PK-35 Vantaa      | 1-1       | 1-1       | 1-1       |
| 2012-13  | Champions League | gironi di qualificazione | Slovan Bratislava | 5-0       | 5-0       | 5-0       |
| 2012-13  | Champions League |                          | Ekonomist Nikšić  | 7-1       | 7-1       | 7-1       |
| 2012-13  | Champions League |                          | Bobruichanka      | 5-0       | 5-0       | 5-0       |
| 2012-13  | Champions League | sedicesimi di finale     | Wolfsburg         | 1-5       | 1-6       | 2-11      |
| 2013-14  | Champions League | gironi di qualificazione | Pomurje           | 3-1       | 3-1       | 3-1       |
| 2013-14  | Champions League |                          | Ada Velipojë      | 7–0       | 7–0       | 7–0       |
| 2013-14  | Champions League |                          | Bobruichanka      | 0–0       | 0–0       | 0–0       |
| 2013-14  | Champions League | sedicesimi di finale     | Konak             | 1-2       | 0-0       | 1-2       |